# Олд Еплтон (Мисури)
Олд Еплтон (енгл. Old Appleton) град је у америчкој савезној држави Мисури.

## Демографија
По попису из 2010. године број становника је 85, што је 3 (3,7%) становника више него 2000. године.
| Група             | 2000.      | 2010.       |
| Белци             | 81 (98,8%) | 85 (100,0%) |
| Афроамериканци    | 0 (0,0%)   | 0 (0,0%)    |
| Азијати           | 0 (0,0%)   | 0 (0,0%)    |
| Хиспаноамериканци | 1 (1,2%)   | 0 (0,0%)    |
| Укупно            | 82         | 85          |